# Arrazua de Vizcaya
Arrazua o Arrazua de Vizcaya (oficialmente en euskera: Arratzu) es un municipio de la provincia de Vizcaya, País Vasco (España). El 100% de su superficie forma parte de la reserva de la biosfera de Urdaibai reconocida por la Unesco.
Arrazua es la localidad natal del periodista Manuel Leguineche.

## Toponimia
La parroquia de Santo Tomás de Arrazua y con ella se entiende que también la anteiglesia fueron fundadas en el siglo XIII por el dueño de la casa solar de Arrazua, de la que tomarían su nombre.
Es muy probable que Arrazua etimológicamente signifique «el barrancal», del vasco arro (barranco), el sufijo -tzu que indica abundancia y el artículo -a.
Tradicionalmente denominado Arrazua, el municipio tomó la denominación Arrazua de Vizcaya en la reforma de la nomenclatura municipal de 1916 a iniciativa de una propuesta de la Real Sociedad Geográfica, que pretendía acabar en España con la existencia de municipios que tuvieran la misma denominación oficial: existía por aquel entonces un municipio homónimo, denominado también Arrazua en la provincia de Álava. Pocos años más tarde el Arrazua alavés acabaría integrado en el actual municipio de Arrazua-Ubarrundia. 
En euskera el nombre del municipio se pronuncia Arratzu. Cuando en 1993 el municipio recuperó su independencia al desanexionarse de Guernica y Luno, se estableció Arratzu como denominación oficial única.

## Demografía
| Gráfica de evolución demográfica de Arrazua de Vizcaya entre 1842 y 1960 |
| |
| Población de derecho según los censos de población del INE Población de hecho según los censos de población del INEEn estos censos se denominaba Arrazua: 1842, 1857, 1860, 1877, 1887, 1897, 1900 y 1910 Entre el censo de 1970 y el anterior, este municipio desaparece porque se integra en el municipio 48046 (Guernica y Luno) |

Cuenta con una población de 414 habitantes (INE 2024).
| Gráfica de evolución demográfica de Arrazua de Vizcaya entre 2001 y 2021 |
| |
| Población de derecho según los censos de población del INE Población de hecho según los censos de población del INEEntre el censo de 2001 y el anterior, aparece este municipio porque se segrega del municipio 48046 (Guernica y Luno)- Nota: La segregación se produjo en 1996 |

## Administración y política

### Gobierno municipal
| Partido político                                              | 2015  | 2015       | 2011  | 2011       | 2007  | 2007       | 2003        | 2003        | 1999  | 1999       | 1995  | 1995       |
| Partido político                                              | %     | Concejales | %     | Concejales | %     | Concejales | %           | Concejales  | %     | Concejales | %     | Concejales |
| Euzko Alderdi Jeltzalea-Partido Nacionalista Vasco (EAJ-PNV)  | 67,13 | 5          | 57,97 | 4          | 97,01 | 7          | 98,72       | 7           | 45,24 | 3          | 37,02 | 3          |
| Euskal Herria Bildu (EH Bildu)-Bildu                          | 32,53 | 2          | 41,36 | 3          | —     | —          | —           | —           | —     | —          | —     | —          |
| Partido Socialista de Euskadi-Euskadiko Ezkerra (PSE-EE PSOE) | —     | —          | 0,00  | 0          | —     | —          | —           | —           | —     | —          | —     | —          |
| Partido Popular del País Vasco (PP)                           | —     | —          | 0,00  | 0          | 0,06  | 0          | 0,00        | 0           | —     | —          | —     | —          |
| Euskal Herritarrok (EH)-Herri Batasuna (HB)                   | —     | —          | —     | —          | —     | —          | Ilegalizado | Ilegalizado | 53,04 | 4          | 50,51 | 4          |
| Eusko Alkartasuna (EA)                                        | —     | —          | —     | —          | —     | —          | —           | —           | —     | —          | 11,06 | 0          |

### Organización territorial
Según el INE, Arrazua se compone de los siguientes núcleos de población (datos de población de 2015):
- Barroeta (24 hab.)
- Barrutia (39 hab.)
- Elexalde (24 hab.)
- Gorozika (45 hab.)
- Loiola (114 hab.)
- Monte (1 hab.)
- Uarka (67 hab.)
- Zabala-Belendiz (53 hab.)
- Zubiate (39 hab.)

## Patrimonio
- Santuario Protohistórico de Gastiburu, próximo al oppidum de Marulueza (también conocido como castro del Arrola) situado en Navárniz. El Santuario de Gastiburu data de la Edad de Hierro (seguramente del s. III a. C.), y es considerado un conjunto arquitectónico único en la bibliografía arqueológica.[12] Construido con piedra y arcilla y reforzado con un complejo entramado de troncos, en él se han encontrado cuatro estructuras alrededor de una plaza central, además de una alineación de otras tres construcciones circulares.[13] Su finalidad, según el equipo de autor de su descubrimiento y estudio durante diecisisete años liderado por Luis Valdés, sería fijar el calendario estacional.[12]

- Iglesia de Santo Tomás : ubicada en una pequeña colina en Eleizalde. La nave fue construida hacia 1530. En 1772 J. Iturburu realizó los apoyos del coro, y en los años siguientes a 1819 J.B. Belaunzaran las bóvedas baídas 1 (apoyadas en las actuales columnas), dando asimismo una nueva luz al templo al abrir tres vanos termales. La torre de campanas y el pórtico perimetral datan del siglo XVIII, y la influencia neoclásica es visible asimismo en la casa situada junto a la iglesia. Se conserva su acceso natural, mediante el camino del vía crucis hasta lo alto de la colina donde se encuentra.[14]

- Presa de Uarka, ubicada en Uarka. Gracias a ella, la zona ya disponía de distribución de corriente eléctrica a principios del siglo XX. Actualmente, la energía obtenida es utilizada por una pequeña empresa próxima.

- Antigua Escuela, ubicada en Loiola, junto al Ayuntamiento y el frontón. Actualmente es un centro multifuncional para cultura y ocio, y es donde se encuentra el consultorio médico de Osakidetza en la localidad.